# The Last Song (песня Элтона Джона)
«The Last Song» (с англ. — «Последняя песня») — песня Элтона Джона, написанная на слова Берни Топина. Песня вошла в альбом «The One» в качестве его второго сингла.
Песня была написана в память о Райане Уайте, друге Элтона Джона, который скончался в возрасте 18 лет от СПИДа. Это был первый американский сингл Элтона, написанный для его Фонда по проблеме СПИДа. Топин отослал тексты Элтону по факсу в Париж вскоре после того, как умер Фредди Меркьюри. «Я плакал всё время, пока писал музыку» сказал Элтон Джон изданию The Advocate и добавил, что ему «было очень трудно петь» эту песню.
Песня рассказывает о молодом человеке, умирающем от СПИДа, в больничную палату к которому приходит его отец, давно отрёкшийся от сына из-за гомосексуальной ориентации последнего. Первоначально композиция носила название «Song for 1992».
В 1992 году на песню «The Last Song» режиссёром Гасом Ван Сентом был снят клип, вышедший в 1993 году на VHS-кассете. От режиссирования в своё время отказались Дэвид Хокни и Мадонна.
Песня «The Last Song» была выпущена в виде сингла в 1992 году и достигла 21-й позиции в чарте синглов в Великобритании, 23-й в США, 7-й в Канаде. Доходы от продаж были переданы в Фонд Райана Уайта и направлены в детскую больницу Рейли города Индианаполис. «The Last Song» также была использована в качестве главной музыкальной темы в конце фильма «Затянувшаяся музыка» 1993 года выпуска. На экране в этот момент демонстрировались фотографии знаменитых людей, умерших от СПИДа.

## Издания
На грампластинке (Великобритания)
1. «The Last Song»
2. «The Man Who Never Died» (ремикс)

На CD (Великобритания, промо)
1. «The Last Song» — 3:21

На CD (Великобритания)
1. «The Last Song» — 3:18
2. «The Man Who Never Died» (ремикс) — 6:52
3. «Song for Guy» (ремикс) — 8:28

На CD (Великобритания)
1. «The Last Song» — 3:18
2. «Are You Ready for Love» — 8:31
3. «Three Way Love Affair» — 5:31
4. «Mama Can’t Buy You Love» — 4:03

На CD (США, промо)
1. «The Last Song» — 3:18

## Персонал
- Элтон Джон — вокал, клавишные
- Олле Ромо — ударные, перкуссия
- Дейви Джонстон — гитара
- Гай Бабилон — клавишные
- Пино Палладино — бас